# Mads', Mettes og Sjokos oplevelser
Mads', Mettes og Sjokos oplevelser (fransk originaltitel: Jo, Zette et Jocko) er en tegneserie skabt af den belgiske tegneserieskaber Hergé, der er mest kendt for en anden serie, Tintins oplevelser. Serien handler om drengen Mads, pigen Mette og deres chimpanse Sjoko.
Tegneserien blev trykt første gang i avisen Cœurs Vaillants fra 1936 til 1939 og udkom senere i Le Petit Vingtième og Le Journal Tintin. 1940 blev udgivelsen indstillet på grund af den tyske besættelse af Belgien, men Hergé genoplivede den efter krigen med assistance fra Jacques Martin.
Hovedpersonerne Mads og Mette er to børn på omkring 12 år, der oplever forskellige eventyr sammen med deres abe. Der er enkelte figurer fra Tintin-universet, der går igen i et par af historierne. I modsætning til Tintin, hvis familie man aldrig møder, optræder Mads og Mettes forældre i historierne; oftest som bekymrede for børnenes færden. Mads og Mette optræder på bagsiden af Tintin-album, men har aldrig medvirket i Tintin-historier.
Hergé har selv givet udtryk for, at han ikke brød sig specielt meget om serien.
Serien er oversat til dansk to gange. Første udgave er oversat af Jørgen Sonnergaard og tekstet af Erik Mosegård Jensen. Anden udgave er oversat af Niels Søndergaard.

## Historierne
Le Rayon du Mystère
- Cœurs Vaillants nr. 3,[6] 19. jan. 1936 – nr. 25,[7] 20. juni 1937 (73 plancher, tofarvet)[8]
- Le Petit Vingtième nr. 42, 22. okt. 1936 – nr. 10, 10. marts 1938 (146 plancher, ommonteret og til dels bearbejdet, sort-hvid)[8][9]
- Le Journal Tintin nr. 13,[10] 19. dec. 1946 – nr. 19,[11] 6. maj 1948 (67 formindskede dobbeltsider + 6 helsider, med bearbejdede og nymonterede ruder, delvis i sort-hvid, delvis i fire farver)[8][12]
- Fransk albumudgave 1952 (nr. 3: Le "Manitoba" ne répond plus og nr. 4: L'Eruption du Karamako)[3]
- Dansk 1. udg., 1971: De mystiske stråler (nr. 1: "S/S Manitoba" svarer ikke ISBN 87-562-0150-8 og nr. 2: Drama på vulkanøen ISBN 87-562-0151-6)
- Dansk 2. udg., 2008: Den mystiske stråle (nr. 3: S/S »Manitoba« svarer ikke ISBN 978-87-7085-347-7 og nr. 4: Karamakos udbrud ISBN 978-87-7085-348-4)

Le Stratonef H. 22
- Cœurs Vaillants nr. 27,[13] 4. juli 1937 – nr. 7,[14] 12. feb. 1939 (85 plancher tofarvet)[8]
- Le Petit Vingtième nr. 14, 31. marts 1938 – nr. 45, 9. nov. 1939 (168 plancher, ommonteret, trykt delvis i sort-hvid, delvis trefarvet)[8][15]
- Le Journal Tintin nr. 20,[16] 13. maj 1948 – nr. 8,[17] 23. feb. 1950 (101 plancher i fire farver)[8][12]
- Fransk albumudgave 1951 (nr. 1: Le Testament de M. Pump og nr. 2: Destination New-York)[3]
- Dansk 1. udg., 1971: Stratoneff H. 22 (nr. 3: Mr. Pumps testamente ISBN 87-562-0241-5 og nr. 4: Kurs mod New York ISBN 87-562-0240-7)
- Dansk 2. udg., 2008: Stratosfærefly H-22 (nr. 1: Mr. Pumps testamente ISBN 978-87-626-0943-3 og nr. 2: Kurs mod New York ISBN 978-87-626-0944-0)

Jo et Zette au pays du Maharadjah
- Cœurs Vaillants nr. 15,[18] 9. april 1939 – nr. 38,[19] 17. sept. 1939 (afbrudt af 2. verdenskrig)
- Le Journal Tintin nr. 53,[20] 30. dec. 1953 – nr. 51, 22.[20] eller 23.[21] dec. 1954-12-23[12]
- Fransk albumudgave 1957 (nr. 5: La Vallée des Cobras)[3]
- Dansk 1. udgave, 1973: nr. 5: Cobradalen ISBN 87-562-0395-0
- Dansk 2. udgave, 2009: nr. 5: Kobradalen ISBN 978-87-7085-379-8

## Oversigt
Oversigt over de tre historier og fem album.
| Mads', Mettes og Sjokos oplevelser – oversigt | Mads', Mettes og Sjokos oplevelser – oversigt                           | Mads', Mettes og Sjokos oplevelser – oversigt | Mads', Mettes og Sjokos oplevelser – oversigt | Mads', Mettes og Sjokos oplevelser – oversigt | Mads', Mettes og Sjokos oplevelser – oversigt | Mads', Mettes og Sjokos oplevelser – oversigt | Mads', Mettes og Sjokos oplevelser – oversigt | Mads', Mettes og Sjokos oplevelser – oversigt |
| Nr.                                           | Fransksproget førsteudgave                                              | Fransksproget førsteudgave                    | Fransksproget førsteudgave                    | Fransksproget førsteudgave                    | Danske udgaver                                | Danske udgaver                                | Danske udgaver                                | Danske udgaver                                |
| Nr.                                           | Føljeton                                                                | Album                                         | Historietitel                                 | Albumtitel                                    | Første udgave                                 | Første udgave                                 | Anden udgave                                  | Anden udgave                                  |
| --------------------------------------------- | ----------------------------------------------------------------------- | --------------------------------------------- | --------------------------------------------- | --------------------------------------------- | --------------------------------------------- | --------------------------------------------- | --------------------------------------------- | --------------------------------------------- |
| 1                                             | 1936-01-19 – 1937-06-20 1936-10-22 – 1938-03-10 1946-12-19 – 1948-05-06 | 3 (1952)                                      | Le Rayon du Mystère                           | Le "Manitoba" ne répond plus                  | De mystiske stråler                           | "S/S Manitoba" svarer ikke (1)                | Den mystiske stråle                           | S/S »Manitoba« svarer ikke (3)                |
| 2                                             | 1936-01-19 – 1937-06-20 1936-10-22 – 1938-03-10 1946-12-19 – 1948-05-06 | 4 (1952)                                      | Le Rayon du Mystère                           | L'Eruption du Karamako                        | De mystiske stråler                           | Drama på vulkanøen (2)                        | Den mystiske stråle                           | Karamakos udbrud (4)                          |
| 3                                             | 1937-07-04 – 1939-02-12 1938-03-31 – 1939-11-09 1948-05-13 – 1950-02-23 | 1 (1951)                                      | Le Stratonef H. 22                            | Le Testament de M. Pump                       | Stratoneff H. 22                              | Mr. Pumps testamente (3)                      | Stratos- færefly H-22                         | Mr. Pumps testamente (1)                      |
| 4                                             | 1937-07-04 – 1939-02-12 1938-03-31 – 1939-11-09 1948-05-13 – 1950-02-23 | 2 (1951)                                      | Le Stratonef H. 22                            | Destination New-York                          | Stratoneff H. 22                              | Kurs mod New York (4)                         | Stratos- færefly H-22                         | Kurs mod New York (2)                         |
| 5                                             | 1939-04-09 – 1939-09-17 1953-12-30 – 1954-12-23                         | 5 (1957)                                      | Jo et Zette au pays du Maharadjah             | La Vallée des Cobras                          | Cobradalen (5)                                | Cobradalen (5)                                | Kobradalen (5)                                | Kobradalen (5)                                |